# Stara Huta (powiat żyrardowski)
Stara Huta – wieś w Polsce położona w województwie mazowieckim, w powiecie żyrardowskim, w gminie Puszcza Mariańska.
Wieś wchodzi w skład sołectwa Nowa Huta.
W latach 1975–1998 miejscowość należała administracyjnie do województwa skierniewickiego.